# 라 소노라 마탄세라
라 소노라 마탄세라(La Sonora Matancera)은 쿠바의 음악 그룹이다. 1924년에 마탄사스 시에서 결성되었으며, 그 이름은 마탄사스의 뛰어난 소리라는 뜻이다. 본격적인 쿠바 음악을 연주하는 가장 권위있는 그룹으로 오랫동안 인정되어 왔다. 이 그룹의 주장은 로헤리오 마르티네스이다. 악기 편성은 2개의 트럼펫, 피아노, 기타, 베이스 등 각종 라틴 타악기의 형태이며, 멤버는 9명으로 구성되어 있다. 거기에는 항상 전속가수가 있으며, 다니엘 산토스, 세리아 쿠르스 같은 대 가수가 이 악단의 전속으로 존재하였다.